# Choerades montanus
Choerades montanus là một loài ruồi trong họ Asilidae. Choerades montanus được Lehr miêu tả năm 1977. Loài này phân bố ở vùng Cổ Bắc giới.